# 青鳥 (書店)
青鳥是臺灣一家連鎖書店，但亦是臺灣獨立書店組織友善書業合作社成員。青鳥書店於2016年由蔡瑞珊創設，總顧問為張鐵志。其自身定位為「書的企畫公司」，本店位於華山藝文特區內，目前有5間店鋪（含品牌授權店鋪）。

## 概述
青鳥書店因擅長於創造設計感的空間體驗和活動設計而在台灣文藝界具有一定知名度。選書種類以時尚生活、人文社會、藝文、新創科技等為主，且不同分店的選書各有特色。青鳥標榜書店的存在「不是為了獨立、不是為了隔絕，是為了自由」。
青鳥書店以跨界文化能量舉辦大型閱讀活動，每年於全台孕育出上百場藝文活動，讓書店是書展現的空間，也是文化激盪的場域，以書為出發，策劃各種文化活動、跨領域展覽，並打造線上媒體與線下活動的連結。青鳥也曾經設立過期間限定的分店——和平青鳥，因其「會消失的書店」之特性而在2019～2020年引發話題。
但青鳥承包政府標案的經營模式，加上其品牌授權開設的高雄承風青鳥在2022年底發生延遲付款及退書爭議，使其受到文化圈人士批評。

## 營業據點
| 縣市   | 名稱                  | 地址                           | 備註                           |
| 基隆市 | 太平青鳥              | 基隆市中山區中山一路189巷135號 | 台鐵基隆車站南站，原太平國小內 |
| 臺北市 | 青鳥 Bleu&Book        | 華山藝文特區玻璃屋2樓          | 捷運忠孝新生站─風格設計與藝文  |
| 臺北市 | 南村劇場·青鳥·有.設計 | 台北市信義區松勤街56號         | 捷運台北101/世貿站─劇場與表演  |

已歇業分店
| 縣市   | 名稱     | 地址                          | 備註                                                                   |
| 臺北市 | 和平青鳥 |                               | 期間限定店，捷運麟光站                                                 |
| 臺北市 | 藝所青鳥 |                               | 更名為文心藝所 Winsing Art Place                                       |
| 臺北市 | 青鳥居所 | 臺北市迪化街一段198號2樓      | 台灣史與人文學                                                         |
| 臺北市 | 森大青鳥 | 臺北市大安區信義路三段59號2樓 | 捷運大安森林公園站─自然生態與城市                                      |
| 臺北市 | 北藝青鳥 | 台北市士林區劍潭路1號2樓      | 捷運劍潭站，北藝中心內                                                 |
| 高雄市 | 承風青鳥 | 高雄市前鎮區林森四路189號7樓  | 輕軌高雄展覽館站／捷運三多商圈站，市立總圖旁，飯店收回自營改為承風書店 |
| 屏東縣 | 南國青鳥 | 屏東縣屏東市中山路61號        | 孫立人將軍行館─台灣與南方學                                            |

## 外部連結
- 青鳥 Bleu&Book的Facebook專頁
- 南國青鳥的Facebook專頁
- 太平青鳥的Facebook專頁
- 青鳥居所的Facebook專頁
- 南村劇場·青鳥·有.設計的Facebook專頁
- 森大青鳥的Facebook專頁